# Flip van Duyn
Philip Dirk (Flip) van Duijn (geboren Schmidt; Amsterdam, 20 januari 1952) is een Nederlands acteur en de zoon van de bekende kinderboekenschrijfster Annie M.G. Schmidt. Hij heeft rollen gespeeld in verschillende films en series, waaronder De Tasjesdief (1995), Dossier Verhulst (1986) en Dagboek van een herdershond (1978).
Als tekstschrijver trad hij in de sporen van zijn moeder. Zo schreef hij mee aan de televisieserie In de Vlaamsche pot en tekende hij voor het libretto van Europera, een boos sprookje op muziek van Kees Olthuis. Deze opera was een opdrachtstuk voor circa 600 amateurs, dat ter gelegenheid van de 10e Leidse Uitdag in 1993 werd uitgevoerd in de  Pieterskerk te Leiden.
Als beheerder van de rechten van zijn moeder maakte hij begin 2007 bekend dat scholen, kinderdagverblijven en andere instellingen die de naam Jip en Janneke, Pluk van de Petteflet of andere personages van Annie M.G. Schmidt gebruiken hiervoor moeten gaan betalen.

## Filmografie
Als schrijver:
- Beppie (1989)

Als acteur:
- Pleisterkade 17 (1976-1977) – René
- Dagboek van een herdershond (1978-1980) – Gijs Bonte
- 101 Dalmatiërs (1982) - Stem van Roger
- Dossier Verhulst (1986-1987) – Officier van Justitie
- De tasjesdief (1995) – Vader Evelien

## Trivia
- In 1976 speelde Van Duijn een rolletje als Rene acht afleveringen mee in Pleisterkade 17. De serie werd geschreven door Annie M.G. Schmidt.